# Rangos policiales del NKVD
Los rangos del NKVD fueron el sistema de grados jerárquicos especiales utilizados por el Comisariado del Pueblo para Asuntos Internos (el ministerio del Interior y servicio de inteligencia) de la Unión Soviética, es decir, la agencia gubernamental encargada de hacer cumplir la ley y la seguridad nacional.  
Hasta el comienzo de la Gran Guerra Patria, el NKVD utilizaba un sistema exclusivo de insignias y rangos, diferente al militar. Durante la dirigencia de Yezhov, se establecieron rangos e insignias personales en la policía y el GUGB, similares a los del ejército, pero de hecho correspondían a dos rangos superiores al rango militar (por ejemplo, en 1940 el rango de capitán de estado seguridad correspondía aproximadamente a teniente coronel o coronel del ejército, el mayor de seguridad del estado equivalía a coronel o comandante de brigada, y el Mayor Principal de seguridad del estado a mayor general).  El Comisario General de la Seguridad del Estado llevaba desde 1937 una insignia parecida a la de un mariscal (antes de eso, una gran estrella dorada en un ojal rojo con un espacio dorado). Después de que Lavrenti Beria fuera designado para el cargo de comisario del pueblo, más precisamente, hacia 1943, este sistema se unificó gradualmente con el ejército
Los rangos de sargento a mayor del NKVD, a pesar de la consonancia con los rangos del personal de comando, eran en realidad dos grados más altos que sus homónimos del Ejército Rojo: por ejemplo, un sargento del NKVD correspondía al rango de teniente del ejército, un capitán del NKVD a un coronel, un mayor del NKVD a un comandante de brigada, etc. Por decreto del Comité Ejecutivo Central y el Consejo de Comisarios del Pueblo de la URSS del 26 de noviembre de 1935, se introdujo adicionalmente el título especial más alto de "Comisario General de la Seguridad del Estado", equivalente al rango militar de Mariscal de la Unión Soviética. Este sistema duró hasta el 9 de febrero de 1943, cuando el Decreto del Presídium del Sóviet Supremo de la URSS "Sobre los rangos del personal de mando de la NKVD y la policía" introdujo nuevos rangos especiales similares a los del Ejército.

## Dirección General de Seguridad

### 1935-1937
Después de la introducción de rangos militares en el Ejército Rojo en 1935, también se efectuaron dichos cambios en el NKVD, con rangos especiales similares a los militares. Originalmente, se planeaba introducir un sistema con los rangos exactamente iguales que los del Ejército, sin embargo, dichos rangos no definían correctamente las funciones del personal al mando de la agencia de seguridad estatal, por lo que al final, este proyecto fue suspendido. El 7 de octubre de 1935, por un decreto del Comité Ejecutivo Central y del Sovnarkom, se introdujeron los siguientes rangos;
| Rangos del NKVD entre 1935 y 1937                                          | Rangos del NKVD entre 1935 y 1937 | Rangos del NKVD entre 1935 y 1937 | Rangos del NKVD entre 1935 y 1937   |
| Rango                                                                      | Insignias                         | Insignias                         | Equivalencia en el Ejército Rojo    |
| Rango                                                                      | Cuello                            | Manga                             | Equivalencia en el Ejército Rojo    |
| -------------------------------------------------------------------------- | --------------------------------- | --------------------------------- | ----------------------------------- |
| Comisario General (Генеральный комиссар госбезопасности)                   |                                   |                                   | Mariscal                            |
| Comisario de 1.ᵉʳ Grado (Комиссар государственной безопасности 1-го ранга) |                                   |                                   | Comandante de Ejército de 1.º Rango |
| Comisario de 2.ᵉʳ Grado (Комиссар государственной безопасности 2-го ранга) |                                   |                                   | Comandante de Ejército de 2.º Rango |
| Comisario de 3.ᵉʳ Grado (Комиссар государственной безопасности 3-го ранга) |                                   |                                   | Comandante de Cuerpo                |
| Mayor Principal (Старший майор государственной безопасности)               |                                   |                                   | Comandante de División              |
| Mayor (Майор государственной безопасности)                                 |                                   |                                   | Comandante de Brigada               |
| Capitán (Капитан государственной безопасности)                             |                                   |                                   | Coronel                             |
| Teniente Primero (Старший лейтенант государственной безопасности)          |                                   |                                   | Mayor                               |
| Teniente (Лейтенант государственной безопасности)                          |                                   |                                   | Capitán                             |
| Subteniente (Младший лейтенант государственной безопасности)               |                                   |                                   | Teniente primero                    |
| Sargento (Сержант государственной безопасности)                            |                                   |                                   | Teniente                            |
| Candidato (Кандидат на звание)                                             |                                   |                                   |                                     |
| Cadete/Mensajero (Курсант школ ГУГБ/ фельдъегерь)                          |                                   |                                   |                                     |

### 1937-1943
Tras la orden de la NKVD n.º 278, de fecha del 15 de julio de 1937, se cambió nuevamente el sistema de insignias. Se abolieron las insignias de las mangas y se cambió la apariencia de las insignias para solapa. Los ojales se instalaron en dos tipos: para una chaqueta y para un abrigo. Las insignias para las solapas de chaqueta conservaron su forma y tamaño anteriores. Las solapas de abrigos tenían la forma de un rombo con lados superiores cóncavos redondeados, con una altura de 11 cm, y un ancho de 8,5 cm. El color de las insignias sigue siendo el mismo: granate con ribete carmesí. En lugar de estrellas y flechas, se instalaron insignias similares a las adoptadas en el Ejército Rojo: rombos para el personal de mando más alto, rectángulos para los superiores y cuadrados para el medio.
| Rangos del NKVD entre 1937 y 1943                                          | Rangos del NKVD entre 1937 y 1943 | Rangos del NKVD entre 1937 y 1943 | Rangos del NKVD entre 1937 y 1943 | Rangos del NKVD entre 1937 y 1943 | Rangos del NKVD entre 1937 y 1943   |
| Rango                                                                      | Insignias                         | Insignias                         | Insignias                         | Insignias                         | Equivalencia en el Ejército Rojo    |
| Rango                                                                      | Solapa de chaqueta                | Solapa de abrigo                  | Codo                              | Antebrazo                         | Equivalencia en el Ejército Rojo    |
| -------------------------------------------------------------------------- | --------------------------------- | --------------------------------- | --------------------------------- | --------------------------------- | ----------------------------------- |
| Comisario General (Генеральный комиссар госбезопасности)                   |                                   |                                   |                                   |                                   | Mariscal                            |
| Comisario de 1.ᵉʳ Grado (Комиссар государственной безопасности 1-го ранга) |                                   |                                   |                                   |                                   | Comandante de Ejército de 1.º Rango |
| Comisario de 2.ᵉʳ Grado (Комиссар государственной безопасности 2-го ранга) |                                   |                                   |                                   |                                   | Comandante de Ejército de 2.º Rango |
| Comisario de 3.ᵉʳ Grado (Комиссар государственной безопасности 3-го ранга) |                                   |                                   |                                   |                                   | Comandante de Cuerpo                |
| Mayor Principal (Старший майор государственной безопасности)               |                                   |                                   |                                   |                                   | Comandante de División              |
| Mayor (Майор государственной безопасности)                                 |                                   |                                   |                                   |                                   | Comandante de Brigada               |
| Capitán (Капитан государственной безопасности)                             |                                   |                                   |                                   |                                   | Coronel                             |
| Teniente Primero (Старший лейтенант государственной безопасности)          |                                   |                                   |                                   |                                   | Mayor                               |
| Teniente (Лейтенант государственной безопасности)                          |                                   |                                   |                                   |                                   | Capitán                             |
| Subteniente (Младший лейтенант государственной безопасности)               |                                   |                                   |                                   |                                   | Teniente primero                    |
| Sargento (Сержант государственной безопасности)                            |                                   |                                   |                                   |                                   | Teniente                            |

### 1943-1946
De acuerdo con el Decreto del Presídium del Sóviet Supremo de la URSS "Sobre la introducción de nuevas insignias para el personal de los cuerpos y tropas del NKVD" el 18 de febrero de 1943, en lugar de los ojales existentes, se introdujeron nuevas insignias; hombreras, y se aprobaron las reglas para el uso de uniformes por parte del personal de los cuerpos y tropas del NKVD de la Unión Soviética. Para los empleados que tenían el rango de capitán del GB e inferior, por orden de la NKVD n.º 102 del 11 de febrero de 1943, se cambiaron los rangos. Al mismo tiempo, los sargentos de seguridad del estado con menos de un año de servicio en este rango recibieron el rango de teniente menor, el resto de teniente.
| Rangos del NKVD entre 1943 y 1946                                          | Rangos del NKVD entre 1943 y 1946 | Rangos del NKVD entre 1943 y 1946 |
| Rango                                                                      | Hombreras                         | Equivalencia en el Ejército Rojo  |
| -------------------------------------------------------------------------- | --------------------------------- | --------------------------------- |
| Comisario General (Генеральный комиссар госбезопасности)                   |                                   | Mariscal                          |
| Comisario de 1.ᵉʳ Grado (Комиссар государственной безопасности 1-го ранга) |                                   | General del Ejército              |
| Comisario de 2.ᵉʳ Grado (Комиссар государственной безопасности 2-го ранга) |                                   | Coronel General                   |
| Comisario de 3.ᵉʳ Grado (Комиссар государственной безопасности 3-го ранга) |                                   | Teniente General                  |
| Comisario (Комиссар госбезопасности)                                       |                                   | Mayor General                     |
| Coronel (Полковник госбезопасности)                                        |                                   | Coronel                           |
| Teniente Coronel (Подполковник госбезопасности)                            |                                   | Teniente Coronel                  |
| Mayor (Майор госбезопасности)                                              |                                   | Mayor                             |
| Capitán (Капитан госбезопасности)                                          |                                   | Capitán                           |
| Teniente primero (Старший лейтенант госбезопасности)                       |                                   | Teniente Mayor                    |
| Teniente (Лейтенант госбезопасности)                                       |                                   | Teniente                          |
| Teniente subalterno (Младший лейтенант госбезопасности)                    |                                   | Subteniente                       |

## Dirección General de Policía Principal

### 1936-1939
En 1936, por el Decreto del Comité Ejecutivo Central y el Consejo de Comisarios del Pueblo de la URSS del 26 de abril de 1936 "Sobre los rangos e insignias especiales del personal de la Milicia Obrera y Campesina de la NKVD de la URSS", Se establecieron rangos especiales para la Milicia de Obreras y Campesinos de la NKVD. La insignia de la RKM difería de la insignia adoptada por el Ejército Rojo, así como por la de la Guardia Interna y Fronteriza del NKVD. Si allí la base para distinguir los rangos eran varias figuras geométricas de esmalte rojo en varias combinaciones, entonces aquí las estrellas plateadas de metal sobre espacios dorados se convirtieron en esa base.
| Rangos del GU RKM entre 1936 y 1939                     | Rangos del GU RKM entre 1936 y 1939 | Rangos del GU RKM entre 1936 y 1939 |
| Rango                                                   | Insignias                           | Insignias                           |
| Rango                                                   | Cuello                              | Manga                               |
| ------------------------------------------------------- | ----------------------------------- | ----------------------------------- |
| Director Jefe de Policía (Главный директор милиции)     |                                     |                                     |
| Director de Policía (Директор милиции)                  |                                     |                                     |
| Inspector de Policía (Инспектор милиции)                |                                     |                                     |
| Mayor Principal de Policía (Старший майор милиции)      |                                     |                                     |
| Mayor de Policía (Майор милиции)                        |                                     |                                     |
| Capitán de Policía (Капитан милиции)                    |                                     |                                     |
| Teniente Primero de Policía (Старший лейтенант милиции) |                                     |                                     |
| Teniente de Policía (Лейтенант милиции)                 |                                     |                                     |
| Teniente Menor de Policía (Младший лейтенант милиции)   |                                     |                                     |
| Sargento de Policía (Сержант милиции)                   |                                     |                                     |
| Candidato (Кандидат на звание)                          |                                     |                                     |

### 1939-1943
A fines del verano de 1939, según una orden del 24 de agosto de 1939, se instalaron nuevas insignias para títulos especiales personales en el RKM, de forma similar a las que ya existen en el Ejército Rojo y el NKVD; estas consisten en insignias para las tropas de seguridad en forma de triángulos, cuadrados, rectángulos y rombos de esmalte azul sobre ojales turquesa (para chaqueta y abrigo) con un borde rojo. De hecho, hubo un retorno de los signos que existían antes de la introducción de los títulos personales en 1936, con la diferencia de que ahora estos signos ya no denotaban categorías oficiales, sino los títulos mismos.
Las insignias de la RKM, por lo tanto, se unificaron con las insignias ya existentes en las estructuras de la NKVD y el Ejército Rojo. Se suspendieron las antiguas insignias (con espacios y asteriscos).
| Rangos del GU RKM entre 1939 y 1943                   | Rangos del GU RKM entre 1939 y 1943 | Rangos del GU RKM entre 1939 y 1943 | Rangos del GU RKM entre 1939 y 1943 | Rangos del GU RKM entre 1939 y 1943 | Rangos del GU RKM entre 1939 y 1943                    |
| Rango                                                 | Insignias                           | Insignias                           | Insignias                           | Insignias                           | Insignias                                              |
| Rango                                                 | Solapa de chaqueta                  | Solapa de abrigo                    | Manga izquierda                     | Manga izquierda                     | Manga izquierda                                        |
| Rango                                                 | Solapa de chaqueta                  | Solapa de abrigo                    | Personal de mando                   | Personal político                   | Personal del Departamento de Control de Tráfico (ORUD) |
| ----------------------------------------------------- | ----------------------------------- | ----------------------------------- | ----------------------------------- | ----------------------------------- | ------------------------------------------------------ |
| Director Jefe de Policía (Главный директор милиции)   |                                     |                                     |                                     |                                     |                                                        |
| Director de Policía (Директор милиции)                |                                     |                                     |                                     |                                     |                                                        |
| Inspector de Policía (Инспектор милиции)              |                                     |                                     |                                     |                                     |                                                        |
| Mayor Principal de Policía (Старший майор милиции)    |                                     |                                     |                                     |                                     |                                                        |
| Mayor de Policía (Майор милиции)                      |                                     |                                     |                                     |                                     |                                                        |
| Capitán de Policía (Капитан милиции)                  |                                     |                                     |                                     |                                     |                                                        |
| Teniente Mayor de Policía (Старший лейтенант милиции) |                                     |                                     |                                     |                                     |                                                        |
| Teniente de Policía (Лейтенант милиции)               |                                     |                                     |                                     |                                     |                                                        |
| Subteniente de Policía (Младший лейтенант милиции)    |                                     |                                     |                                     |                                     |                                                        |
| Sargento de Policía (Сержант милиции)                 |                                     |                                     |                                     |                                     |                                                        |
| Jefe de Policía (Старшина милиции)                    |                                     |                                     |                                     |                                     |                                                        |
| Comandante de Policía (ЛОтделенный командир милиции)  |                                     |                                     |                                     |                                     |                                                        |
| Mayor de Policía (Старший милиционер)                 |                                     |                                     |                                     |                                     |                                                        |
| Policía (Милиционер)                                  |                                     |                                     |                                     |                                     |                                                        |

### 1943-1946
Tras el decreto del Presídium del Sóviet Supremo de la URSS "Sobre las filas del personal de mando de la NKVD y la policía", del 9 de febrero de 1943, se establecieron nuevos rangos especiales para el personal de mando de la milicia.
| Rangos del GU RKM entre 1943 y 1946                              | Rangos del GU RKM entre 1943 y 1946 |
| Rango                                                            | Hombreras                           |
| ---------------------------------------------------------------- | ----------------------------------- |
| Comisario de Policía de 1.ᵉʳ Grado (Комиссар милиции 1-го ранга) |                                     |
| Comisario de Policía de 2.ᵉʳ Grado (Комиссар милиции 2-го ранга) |                                     |
| Comisario de Policía de 3.ᵉʳ Grado (Комиссар милиции 3-го ранга) |                                     |
| Coronel de Policía (Полковник милиции)                           |                                     |
| Teniente Coronel de Policía (Подполковник милиции)               |                                     |
| Mayor de Policía (Майор милиции)                                 |                                     |
| Capitán de Policía (Капитан милиции)                             |                                     |
| Teniente primero de Policía (Старший лейтенант милиции)          |                                     |
| Teniente de Policía (Лейтенант милиции)                          |                                     |
| Teniente subalterno de Policía (Младший лейтенант милиции)       |                                     |
| Capataz de Policía (Старшина милиции)                            |                                     |
| Sargento Mayor de Policía (Старший сержант милиции)              |                                     |
| Sargento de Policía (Сержант милиции)                            |                                     |
| Subsargento de Policía (Младший сержант милиции)                 |                                     |
| Cabo de Policía (Ефрейтор милиции)                               |                                     |
| Policía (Милиционер)                                             |                                     |

## Dirección General de Tropas Fronterizas y Tropas Internas
Las tropas fronterizas y las internas del NVKD vestían rangos militares al igual que las del GUGB. Tanto el escudo de armas como las solapas del uniforme eran rojos para las tropas del interior y verdes para las tropas de la guardia fronteriza.

### 1936-1937
Durante el período entre 1936 y 1937, las tropas internas y las tropas de la guardia fronteriza portaron insignias de rango del tipo propio de la NKVD.
| Rangos de las Tropas Fronterizas e Internas entre 1936 y 1937 | Rangos de las Tropas Fronterizas e Internas entre 1936 y 1937 | Rangos de las Tropas Fronterizas e Internas entre 1936 y 1937 |
| Rango                                                         | Insignias                                                     | Insignias                                                     |
| Rango                                                         | Cuello                                                        | Manga                                                         |
| ------------------------------------------------------------- | ------------------------------------------------------------- | ------------------------------------------------------------- |
| Comandante de Cuerpo (Комкор)                                 |                                                               |                                                               |
| Comandante de División (Комдив)                               |                                                               |                                                               |
| Comandante de Brigada (Комбриг)                               |                                                               |                                                               |
| Coronel (Полковник)                                           |                                                               |                                                               |
| Mayor (Майор)                                                 |                                                               |                                                               |
| Capitán (Капитан)                                             |                                                               |                                                               |
| Teniente Primero (Старший лейтенант)                          |                                                               |                                                               |
| Teniente (Лейтенант)                                          |                                                               |                                                               |
| Candidato a Teniente (Кандидат на звание)                     |                                                               |                                                               |
| Sargento (Старшина)                                           |                                                               |                                                               |
| Comandante de Pelotón (Младший комвзвод)                      |                                                               |                                                               |
| Comandante de Escuadrón (Командир отделения)                  |                                                               |                                                               |
| Guardia (Красноармеец)                                        |                                                               |                                                               |

### 1937-1940
A partir de 1937, las Tropas Internas y las Tropas de la Guardia Fronteriza utilizaron rangos de mismo nombre que los militares.
| Rangos de las Tropas Fronterizas e Internas entre 1937 y 1940 | Rangos de las Tropas Fronterizas e Internas entre 1937 y 1940 | Rangos de las Tropas Fronterizas e Internas entre 1937 y 1940 | Rangos de las Tropas Fronterizas e Internas entre 1937 y 1940 |
| Rango                                                         | Insignias                                                     | Insignias                                                     | Insignias                                                     |
| Rango                                                         | Solapa de chaqueta                                            | Solapa de abrigo                                              | Manga                                                         |
| ------------------------------------------------------------- | ------------------------------------------------------------- | ------------------------------------------------------------- | ------------------------------------------------------------- |
| Comandante de Cuerpo (Комкор)                                 |                                                               |                                                               |                                                               |
| Comandante de División (Комдив)                               |                                                               |                                                               |                                                               |
| Comandante de Brigada (Комбриг)                               |                                                               |                                                               |                                                               |
| Coronel (Полковник)                                           |                                                               |                                                               |                                                               |
| Mayor (Майор)                                                 |                                                               |                                                               |                                                               |
| Capitán (Капитан)                                             |                                                               |                                                               |                                                               |
| Teniente Primero (Старший лейтенант)                          |                                                               |                                                               |                                                               |
| Teniente (Лейтенант)                                          |                                                               |                                                               |                                                               |
| Subteniente (Младший лейтенант)                               |                                                               |                                                               |                                                               |
| Sargento (Старшина)                                           |                                                               |                                                               |                                                               |
| Comandante de Pelotón (Младший комвзвод)                      |                                                               |                                                               |                                                               |
| Comandante de Escuadrón (Командир отделения)                  |                                                               |                                                               |                                                               |
| Guardia (Красноармеец)                                        |                                                               |                                                               |                                                               |

### 1940-1943
Cuando el Ejército Rojo introdujo los rangos de general, teniente coronel y suboficiales del tipo tradicional en 1940, se llevaron a cabo los mismos cambios en los rangos y designaciones de rango en las tropas del interior y las tropas de la guardia fronteriza parte del NKVD.
| Rangos de las Tropas Fronterizas e Internas entre 1940 y 1943 | Rangos de las Tropas Fronterizas e Internas entre 1940 y 1943 | Rangos de las Tropas Fronterizas e Internas entre 1940 y 1943 | Rangos de las Tropas Fronterizas e Internas entre 1940 y 1943 |
| Rango                                                         | Insignias                                                     | Insignias                                                     | Insignias                                                     |
| Rango                                                         | Solapa de chaqueta                                            | Solapa de abrigo                                              | Manga                                                         |
| ------------------------------------------------------------- | ------------------------------------------------------------- | ------------------------------------------------------------- | ------------------------------------------------------------- |
| Teniente General (Генерал-лейтенант)                          |                                                               |                                                               |                                                               |
| Mayor General (Генерал майор)                                 |                                                               |                                                               |                                                               |
| Coronel (Полковник)                                           |                                                               |                                                               |                                                               |
| Teniente Coronel (Лейтенант полковник)                        |                                                               |                                                               |                                                               |
| Mayor (Майор)                                                 |                                                               |                                                               |                                                               |
| Capitán (Капитан)                                             |                                                               |                                                               |                                                               |
| Teniente Primero (Старший лейтенант)                          |                                                               |                                                               |                                                               |
| Teniente (Лейтенант)                                          |                                                               |                                                               |                                                               |
| Subteniente (Младший лейтенант)                               |                                                               |                                                               |                                                               |
| Sargento Maestro (Старшина)                                   |                                                               |                                                               |                                                               |
| Sargento Mayor (Старший сержант)                              |                                                               |                                                               |                                                               |
| Sargento (Сержант)                                            |                                                               |                                                               |                                                               |
| Subsargento (Младший сержант)                                 |                                                               |                                                               |                                                               |
| Cabo (Капрал)                                                 |                                                               |                                                               |                                                               |
| Guardia (Красноармеец)                                        |                                                               |                                                               |                                                               |

### 1943-1946
En 1943, se introdujeron hombreras para las tropas internas y para las tropas de la guardia fronteriza, al igual que en el Ejército Rojo. Las tropas internas permanecieron dentro de la NKVD, mientras que las tropas de la guardia fronteriza fueron transferidas a la recién formada NKGB.
| Rangos de las Tropas Fronterizas e Internas entre 1943 y 1946                 | Rangos de las Tropas Fronterizas e Internas entre 1943 y 1946 | Rangos de las Tropas Fronterizas e Internas entre 1943 y 1946 |
| Rango                                                                         | Hombreras ceremoniales                                        | Hombreras casuales                                            |
| ----------------------------------------------------------------------------- | ------------------------------------------------------------- | ------------------------------------------------------------- |
| Coronel General de Tropas Internas (Генерал-полковник Внутренних войск)       |                                                               |                                                               |
| Teniente General de Tropas Internas (Генерал-лейтенант Внутренних войск)      |                                                               |                                                               |
| Teniente General de Tropas Fronterizas (Генерал-лейтенант Пограничные войска) |                                                               |                                                               |
| Mayor General de Tropas Internas (Генерал-полковник Внутренних войск)         |                                                               |                                                               |
| Mayor General de Tropas Fronterizas (Генерал-майор Пограничные войска)        |                                                               |                                                               |
| Coronel (Полковник)                                                           |                                                               |                                                               |
| Teniente Coronel (Подполковник)                                               |                                                               |                                                               |
| Teniente Primero (Инженер-майор)                                              |                                                               |                                                               |
| Capitán (Капитан)                                                             |                                                               |                                                               |
| Teniente Primero (Старший лейтенант)                                          |                                                               |                                                               |
| Teniente (Лейтенант)                                                          |                                                               |                                                               |
| Subteniente (Младший лейтенант)                                               |                                                               |                                                               |
| Sargento Maestro (Старшина)                                                   |                                                               |                                                               |
| Sargento Mayor (Старший сержант)                                              |                                                               |                                                               |
| Sargento (Сержант)                                                            |                                                               |                                                               |
| Subsargento (Младший сержант)                                                 |                                                               | 1943млсржп.png                                                |
| Cabo (Ефрейтор)                                                               |                                                               |                                                               |
| Guardia (Красноармеец)                                                        |                                                               |                                                               |

## Dirección General de Campos y Colonias de Trabajo Correccional
El GULAG no utilizaba rangos, solamente un sistema de categorías y posiciones de mando. Cuando el GULAG fue transferido al NKGB en 1943, comenzaron a utilizarse sus rangos e insignias de servicio. Los rangos más altos, el jefe del GULAG y el subjefe del GULAG, no tenían insignias propias, sino que utilizaban la misma que el rango de un oficial del GUGB. 
| Rangos de personal del GULAG (1936-1943) | Rangos de personal del GULAG (1936-1943) |
| Rango | Insignias                                |
| --- | ---------------------------------------- |
| Asistente de Jefe del GULAG (Помощник начальника ГУЛАГ) |                                          |
| Jefe de Departamento del GULAG (Начальники отделов ГУЛАГ) |                                          |
| Comisionados auxiliares; asistentes de inspectores y empleados para asignaciones de GULAG (Помощники уполномоченных; помощники инспекторов и сотрудники для поручений ГУЛАГ)                           |                                          |
| Jefe de Departamento del GULAG (Начальники отделений отделов ГУЛАГ) |                                          |
| Operativos, inspectores superiores y especialistas superiores del GULAG (Оперуполномоченные, старшие инспекторы и старшие специалисты ГУЛАГ)                                                           |                                          |
| Inspectores y especialistas del GULAG (Уполномоченные; инспекторы и специалисты ГУЛАГ) |                                          |
| Secretarios y subsecretarios de departamentos del GULAG (Секретари отделов и помощники секретаря ГУЛАГ)                                                                                                |                                          |
| Comisionados auxiliares, asistentes de inspectores y empleados para asignaciones del GULAG (Помощники уполномоченных; помощники инспекторов и сотрудники для поручений ГУЛАГ)                          |                                          |
| Empleados para asignaciones en los departamentos de campamentos, lugares de detención y asentamientos laborales (Сотрудники для поручений в управлениях лагерей, мест заключения и трудовых поселений) |                                          |
| Subcomandantes de pelotones de seguridad y comandantes de escuadrones (Помощники командиров взводов охраны и командиры отделений)                                                                      |                                          |
| Guardias, vigilantes y personal ordinario (Рядовой состав) |                                          |